# Svartvit gråfågel
Svartvit gråfågel (Coracina bicolor) är en fågel i familjen gråfåglar inom ordningen tättingar.

## Utbredning och systematik
Fågeln förekommer på öarna Sulawesi, Sangihe, Manterawu, Bangka, Muna, Butung och Togian i Indonesien. Den behandlas som monotypisk, det vill säga att den inte delas in i några underarter.

## Status
IUCN kategoriserar arten som nära hotad.